# Atenagoras (Chrisanis)
Atenagoras, imię świeckie Konstandinos Chrisanis (ur. 1967 w Liwadii) – grecki biskup prawosławny w jurysdykcji Patriarchatu Konstantynopola, od 2012 metropolita Kydonies.